# Уингейт, Орд Чарльз
Орд Чарльз Уингейт (Вингейт) (англ. Orde Charles Wingate; 26 февраля 1903 — 24 марта 1944) — британский офицер, участник Второй мировой войны, генерал-майор, сторонник христианского сионизма.

## Биография
Чарльз Уингейт родился 26 февраля 1903 в Найнитале (Индия) в семье профессионального военного. В 1921 году он поступил в Королевскую военную академию в Вулидже и в 1923 году начал службу в чине артиллерийского офицера. Уингейт учил арабский язык в лондонской школе востоковедения и в 1928 году направился в Судан, благодаря протекции своего близкого родственника сэра Реджинальда Уингейта, бывшего генерал-губернатора Судана. Орд Уингейт занимался поимкой браконьеров и контрабандистов на границе с Эфиопией.
В 1933 году он возвратился в Лондон, а через два года сочетался законным браком с 18-летней Лорной Патерсон. В 1936 году Уингейта направили в подмандатную Палестину в качестве офицера разведки. Там он проникся симпатией к идее построения государства евреев. В своей статье «Обращение в сионизм» он писал:
Когда я приехал в Палестину, то обнаружил там народ, на который в течение многих веков глядели свысока, который был презираем многими поколениями людей, но который, тем не менее, остался непреклонным и начал заново строить свою страну. Я почувствовал себя частицей этого народа.
В ходе арабского восстания в Палестине Уингейт организовал из членов Хаганы Специальные ночные отряды, призванные дать отпор погромщикам и бандитам. За свою помощь еврейскому населению Палестины он получил кличку «Друг» (הידיד — ивр.), но этот факт не понравился представителям британского мандата, и в мае 1940 года Уингейт возвратился в Британию.
С началом Второй мировой войны Уингейт вернулся в Судан и создал там отряд «Сила Гедеона», сражавшийся с итальянскими силами в Эфиопии.
В 1941 году в Каире Уингейт заболел малярией. Под воздействием лекарственных препаратов он пытался покончить жизнь самоубийством. После лечения в Великобритании Уингейта направили в Индию. Там он командовал 77-й индийской бригадой («Чиндиты»), в ходе Бирманской кампании сражался с японскими войсками на территории Бирмы. В 1943 году Уингейта принял премьер-министр Уинстон Черчилль. Уингейт прочёл доклад на конференции начальников штабов США и Великобритании в Квебеке. По возвращении в Индию Уингейт получил чин генерал-майора. В том же году он заболел брюшным тифом. 24 марта 1944 года самолёт с находившимся на его борту Уингейтом попал в авиакатастрофу. Его тело так и не нашли, но на военном Арлингтонском кладбище находится его символическая могила.
Имя Уингейта носят Национальный спортивный центр близ Нетании, молодёжная деревня Ямин Орд и сосновый лес в Гильбоа.
Сын Уингейта, Джонатан, служил артиллерийским офицером в британской армии и демобилизовался в звании полковника.